# Чжоу Юйлинь
Чжоу Юлинь (кит. 周毓麟, пиньинь Zhōu Yùlín; 12 февраля 1923, Шанхай— 2 марта 2021, Пекин) — китайский математик, академик Китайской академии наук.

## Биография
Чжоу Юйлинь закончил в 1945 году Университет Утопия, специализировался по математике. После окончания учебы в октябре 1945 года он стал ассистентом Нанкинского временного университета, а через год был переведен ассистентом в Институт математики Академии Синика. В октябре 1949 года начал преподавать в Университете Цинхуа, а затем в Пекинском университете. После изучения (за несколько месяцев) русского языка его отправили учиться в Московский государственный университет, где он получил степень кандидата физико-математических наук под руководством О. А. Олейник. Он вернулся в Китай в августе 1957 года и продолжил преподавать в Пекинском университете. В 1960 году он начал работать в Институте прикладной физики ии вычислительной математики над проблемами, связанными с ядерным оружием.

## Научный вклад
Внёс вклад в математическое моделирование и физику ядерного вооружения Китая. Его работы в основном относились к трём направлениям:
- Уравнения движения пористых сред (в продолжение работ его научного руководителя О. А. Олейник)
- Квазилинейные параболические уравнения
- Квазилинейные вырожденные эллиптические уравнения, для которых Чжоу Юйлинь получил обобщение результатов М. В. Келдыша

## Публикации
- кит. 维非定常流体力学 (Одномерная нестационарная гидродинамика) (кит.). — Beijing: Science Press Co., Ltd, 1990. — ISBN 9787030017727.
- кит. 微分方程数值解  (Численные решения дифференциальных ураввнений) (кит.). — Shijiazhuang, Hebei: Hebei Education Press, 2003. — ISBN 9787543450301.

## Награды и признание
- Государственная премия в области естественных наук (первая степень, 1982)[3].
- Государственная премия за научно-технический прогресс (специальная, 1985)[3].
- Член Китайской академии наук (1991)[3]
- Премия за научно-технический прогресс Фонда Хо – Люн – Хо – Ли[англ.] (1996)[5]
- Математическая премия Хуа Луогенг (1997)
- Премия Су Буцина по прикладной математике (специальная, 2006)